# 무스타파 곤덴
무스타파 곤덴(영어: Mustafa Gönden, 1975년 8월 1일 ~ )은 터키 출신의 축구 선수이다. K리그에서 등록명은 무스타파를 사용하였으며 미드필더로 활약하였다.
부천 SK (현 제주 유나이티드 FC)에 2002년 입단하여 2002 시즌-2003 시즌 두 시즌 동안 시즌 통산 7경기 0득점-0도움 (정규리그만 출전)의 기록을 남겼다.